# CCL3L3
CCL3L3 (англ. C-C motif chemokine ligand 3 like 1) – білок, який кодується однойменним геном, розташованим у людей на 17-й хромосомі. Довжина поліпептидного ланцюга білка становить 93 амінокислот, а молекулярна маса — 10 161.
| 10         |  | 20         |  | 30         |  | 40         |  | 50         |
| ---------- |  | ---------- |  | ---------- |  | ---------- |  | ---------- |
| MQVSTAALAV |  | LLCTMALCNQ |  | VLSAPLAADT |  | PTACCFSYTS |  | RQIPQNFIAD |
| YFETSSQCSK |  | PSVIFLTKRG |  | RQVCADPSEE |  | WVQKYVSDLE |  | LSA        |

A: Аланін

C: Цистеїн

D: Аспарагінова кислота

E: Глутамінова кислота

F: Фенілаланін

G: Гліцин

I: Ізолейцин

K: Лізин

L: Лейцин

M: Метіонін

N: Аспарагін

P: Пролін

Q: Глутамін

R: Аргінін

S: Серин

T: Треонін

V: Валін

W: Триптофан

Кодований геном білок за функцією належить до цитокінів. 
Задіяний у такому біологічному процесі, як хемотаксис. 
Секретований назовні.